# Істратенко Микола Васильович
Микола Васильович Істратенко (нар. 4 травня 1950, місто Дніпродзержи́нськ, тепер місто Кам'янське Дніпропетровської області) — український діяч, бригадир рейкобалкового цеху Дніпровського металургійного комбінату імені Дзержинського Дніпропетровської області. Народний депутат України 1-го скликання.

## Біографія
Народився у родині робітників.
У 1967—1968 роках — слюсар паровозного депо залізничного цеху № 2 Дніпровського металургійного комбінату імені Дзержинського міста Дніпродзержинська Дніпропетровської області. У 1968—1969 роках — контролер відділу технічного контролю Дніпровського металургійного комбінату імені Дзержинського Дніпропетровської області.
У 1969—1971 роках — служба в Радянській армії.
У 1971—1976 роках — сортувальник-здавальник Дніпровського металургійного комбінату імені Дзержинського Дніпропетровської області.
У 1976—1990 роках — бригадир рейкобалкового цеху Дніпровського металургійного комбінату імені Дзержинського міста Дніпродзержинська Дніпропетровської області.
У 1977 році закінчив заочно Дніпродзержинський індустріальний інститут імені Арсенічева, інженер-металург.
Член КПРС з 1978 до 1991 року.
У грудні 1987 — березні 1988 року брав участь в ліквідації наслідків аварії на Чорнобильській АЕС.
18.03.1990 року обраний народним депутатом України, 2-й тур, 47,66 % голосів, 5 претендентів. Входив до групи «Злагода-Центр». Голова підкомісії з соціально-правових проблем Комісії ВР України у питаннях екології та раціонального природокористування. Член Міжпарламентської асамблеї Ради Європи у 1993 році.
З 1994 по 1998 рік — консультант, головний консультант Комісії ВР України у питаннях екології та раціонального природокористування.
Закінчив заочно юридичний факультет Київського національного університету імені Тараса Шевченка.
Потім — на пенсії.

## Нагороди
- орден Трудового Червоного Прапора
- орден «За заслуги» ІІІ ступеня (.08.2011)[2]
- медаль «За трудову доблесть»
- медалі